# Decker Glacier
Decker Glacier är en glaciär i Antarktis. Den ligger i Östantarktis. Nya Zeeland gör anspråk på området. Decker Glacier ligger 1 127 meter över havet.
Terrängen runt Decker Glacier är varierad. Decker Glacier ligger uppe på en höjd. Trakten är obefolkad. Det finns inga samhällen i närheten.